# Nobuyuki Abe
Nobuyuki Abe (阿部 信行), né le 24 novembre 1875 à Kanazawa au Japon et décédé à l'âge de 77 ans le 7 septembre 1953 à Tokyo, est un général de l'armée impériale japonaise et homme d'État qui fut gouverneur-général de Corée et le 36e premier ministre du Japon du 20 août 1939 au 16 janvier 1940.

## Biographie

### Jeunesse
Abe est né en 1875 dans une ancienne famille samouraï à Kanazawa dans la préfecture d'Ishikawa. Son beau-frère est l'amiral Shigeyoshi Inoue.
Abe étudie au lycée d’Hibiya à Tokyo puis se porte volontaire au service actif durant la guerre sino-japonaise (1894-1895).
Après le conflit, il sort diplômé de l'académie de l'armée impériale japonaise puis de la 19e classe de l'école militaire impériale du Japon. Le général ultranationaliste Sadao Araki fut l'un de ses camarades de classe. Abe commande ensuite le 3e régiment d'artillerie de 1918 à 1921. En août 1918, son régiment participe à l'intervention en Sibérie mais n'a jamais à se battre. Abe est nommé commandant de la 4e division le 22 décembre 1930. Il est plus tard instructeur à l'académie militaire avant de devenir chef du bureau des Affaires militaires puis vice-ministre de la Guerre.

### Comme Premier-ministre
Nobuyuki Abe n'est pas le premier choix pour le poste de premier ministre après la chute du gouvernement de Hiranuma Kiichirō. Du côté des civils, Fumimaro Konoe et Koki Hirota sont condérés comme favoris mais l'armée et les ultranationalistes soutiennent fortement le général Kazushige Ugaki. Après que le genrō Saionji Kinmochi ne déclare son désintéressement des candidats civils, l'armée est prête à imposer son choix. Cependant, Ugaki tombe malade et doit être hospitalisé. Le choix de Nobuyuki Abe, ministre de la Guerre par intérim, est un compromis. Abe a l'avantage de n'appartenir ni à la Tōseiha ni à la Kōdōha (des factions politiques au sein de l'armée) et est aussi soutenu par la marine impériale japonaise pour être un modéré. Mais il est méprisé par plusieurs hauts-officiers de l'armée pour n'avoir jamais participé à aucun combat.
Abe devient premier ministre le 20 août 1939. Durant son mandat, il tient en même temps le portefeuille de ministre des Affaires étrangères. Abe cherche rapidement à mettre fin à la guerre sino-japonaise (1937-1945) et à imposer la neutralité du Japon dans le conflit européen. Il s'oppose également à l'effort de l'armée pour former une alliance politico-militaire avec l'Allemagne nazie et l'Italie fasciste.
Manquant du soutien des militaires et des partis politiques, Abe est remplacé par Mitsumasa Yonai en janvier 1940.

### Suite de la carrière
Trois mois après son remplacement, l'armée envoie Abe en Chine en qualité d'envoyé spécial pour conseiller le régime pro-japonais de Wang Jingwei et négocier un traité garatissant les intérêts économiques et militaires japonais dans le Nord de la Chine.
Après son retour au Japon, Abe devient membre de la chambre des pairs en 1942 et accepte la position honorifique de président de la Taisei Yokusankai. Il devient le 10e (et dernier) gouverneur-général de Corée en 1944.
Après la défaite de 1945, Abe est purgé de la fonction publique et arrêté par les forces alliées. Il n'est cependant accusé d'aucun crime de guerre et est très vite relâché.
Son second fils est Nobuhiro Abe.